# Напівреакція
Напівреáкція — це окислювальний або відновлювальний компонент окисно-відновної реакції. Рівняння окисно-відновної реакції розбивають на дві частини: одна описує процес окиснення, інша — процес відновлення. Ці частини містять вільні електрони й називаються напівреакціями.
За звичайного проведення окисно-відновної реакції обидві напівреакції відбуваються разом і електрони переходять безпосередньо від відновника до окисника. Електрохімічна комірка надає можливість розділити напівреакції у просторі. Тут металеві електроди діють як резервувари електронів; окисник отримує електрони з одного резервуару, відновник віддає електрони іншому резервуару. В зовнішньому ланцюгу між електродами тече електричний струм.
Електрохімічна комірка може використовуватися як електролізер (перетворює електричну енергію на хімічну) або як гальванічний елемент (навпаки, перетворює хімічну енергію на електричну). В будь-якому випадку на катоді відбувається напівреакція відновлення, на аноді — напівреакція окиснення.
Крім опису електродних процесів, напівреакції зручно застосовувати для відшукування коефіцієнтів хімічного рівняння окисно-відновної реакції. Такий метод зрівнювання називають методом електронно-іонного балансу або методом напівреакцій.

## Приклад: мідно-цинковий гальванічний елемент

Схема гальванічного елементу

Розглянемо гальванічний елемент з малюнку. Він побудований із цинкового електроду в розчині сульфату цинку (ZnSO4) та мідного електроду в розчині сульфату міді(II) (CuSO4). Повна окисно-відновна реакція така:
Zn(тв) + CuSO4(р) → ZnSO4(р) + Cu(тв)
На аноді (Zn) відбувається окиснення, метал віддає електрони й розчиняється. Отже, на аноді відбувається напівреакція:
Zn(тв) → Zn2+(р) + 2e−
На катоді (Cu) відбувається відновлення, катіони міді, наявні в розчині, отримують електрони й метал осаджується. Отже, на катоді відбувається напівреакція:
Cu2+(р) + 2e− → Cu(тв)
Зауважте, що для першої напівреакції вільні електрони є продуктом (записані у правій частині), а для другої вони є реагентом (записані в лівій частині). Напівреакції комбінують (додають) з такими коефіцієнтами, щоб вільні електрони в лівій і правій частині повного рівняння скоротилися; на цьому й ґрунтується метод зрівнювання.

## Зрівнювання хімічних рівнянь
Метод електронно-іонного балансу (рекомендована назва) або метод напівреакцій (застаріла назва) призначений в першу чергу для відшукання коефіцієнтів рівнянь окисно-відновних реакцій, які відбуваються у воді. Алгоритм його застосування:
1. Визначити окисник і відновник, а також зміни ступенів окиснення.
2. Записати короткі схеми напівреакцій окиснення й відновлення, що містять лише ті частинки, до складу яких входять хімічні елементи, що змінюють ступінь окиснення. Частинки записувати з урахуванням електролітичної дисоціації.
3. Зрівняти схеми напівреакцій, за потреби доповнивши їх елементами H та O у складі таких частинок: H+, H2O, OH−
. До лівих частин, як реагенти, можна дописувати H+ та H2O, якщо реакція відбувається у присутності кислоти, чи OH−
 та H2O, якщо реакція відбувається у присутності лугу.
4. Знайти найменше спільне кратне коефіцієнтів при електронах у зрівняних напівреакціях. Додати напівреакції, попередньо помноживши їхні коефіцієнти на відповідні числа так, щоб вільні електрони в повному рівнянні скоротилися.

Внаслідок застосування цього алгоритму утворюється рівняння окисно-відновної реакції, записане в іонній формі.

### Приклади застосування методу зрівнювання
Приклад 1. Застосуємо вищенаведений алгоритм до реакції розчинення міді в неконцентрованій нітратній кислоті:
Cu + HNO3 → Cu(NO
3)
2 + NO↑
Тут мідь відіграє роль відновника (ступені окиснення 0 → +2), а азот — окисника (ступені окиснення +5 → +2). Другий пункт алгоритму починаємо з таких схем:
Cu → Cu2+ + 2e−
NO−
3 + 3e− → NO
Перша з цих напівреакцій уже зрівняна за хімічними елементами й за зарядом. У другій зліва «зайвий» кисень, щоб його зв'язати, додаємо H+ (реакція в кислому середовищі), а справа отримуємо воду.
NO−
3 + 4H+ + 3e− → NO + 2H2O
Тут уже дотримано й матеріального, і зарядового балансу. Найменше спільне кратне НСК(2,3)=6, отже, при комбінуванні першу напівреакцію слід домножити на 3, а другу на 2.
3Cu + 2NO−
3 +8H+ + 6e− → 3Cu2+ + 2NO + 4H2O + 6e−
Після скорочення електронів отримуємо зрівняне рівняння в іонній формі:
3Cu + 2NO−
3 + 8H+ = 3Cu2+ + 2NO↑ + 4H2O
За потреби його можна переписати в молекулярній формі, нейтралізувавши надлишковий позитивний заряд нітрат-аніонами (+6NO−
3 до обох частин рівняння) та об'єднавши катіони з аніонами:
3Cu + (2+6)NO−
3 + 8H+ → 3Cu2+ + 6NO−
3 + 2NO + 4H2O
3Cu + 8HNO3 = 3Cu(NO
3)
2 + 2NO↑ + 4H2O
Приклад 2. Розглянемо реакцію відновлення перманганату сірководнем у водному розчині без додавання кислоти чи лугу. Сірководнева кислота слабка, погано дисоціює, тож середовище майже нейтральне. Тут сірка відіграє роль відновника (ступені окиснення -2 → 0), а манган — окисника (ступені окиснення +7 → +4).
H2S + KMnO4 → S↓ + MnO2↓
Початкові схеми напівреакцій:
H2S → S↓ + 2e−
MnO−
4 + 3e− → MnO2↓
В першій реакції утворюються ще протони:
H2S → S↓ + 2H+ + 2e−
В другій зліва надлишковий кисень, але ми не можемо додавати протони, оскільки середовище нейтральне. Отже, додаємо воду з тим, щоб справа утворився OH−
.
MnO−
4 + 2H2O + 3e− → MnO2↓ + 4OH−

НСК(2,3)=6, першу напівреакцію множимо на 3, другу на 2, скорочуємо електрони.
2MnO−
4 + 4H2O + 3H2S → 2MnO2↓ + 3S↓ + 6H+ + 8OH−

Тепер у правій частині поряд виявилися частинки H+ та OH-, вони з'єднуються з утворенням води:
2MnO−
4 + 4H2O + 3H2S → 2MnO2↓ + 3S↓ + 6H2O + 2OH−

Скорочуємо воду зліва й справа:
2MnO−
4 + 3H2S = 2MnO2↓ + 3S↓ + 2H2O + 2OH−

Це відповідь, яку можна переписати в молекулярній формі, компенсувавши заряд катіонами калію:
KMnO4 + 3H2S = 2MnO2↓ + 3S↓ + 2H2O + 2KOH